# Monica Zetterlund (album)
Monica Zetterlund – longplay szwedzkiej piosenkarki Moniki Zetterlund, nagrany 11, 15 i 17 kwietnia 1967 roku i wydany w maju 1967 roku nakładem wydawnictwa muzycznego Philips Records. Album nagrywany był przy akompaniamencie Carl-Axel Dominiques Okrester w Metronome Studio w Sztokholmie. 
Za jego layout odpowiedzialny był Yngve Solberg, zaś za fotografię na okładce Jarl Ekenryd. Producentem albumu został Göte Wilhelmson.

## Lista utworów
Opracowano na podstawie materiału źródłowego.
Strona A
1. „Sweet Georgie Fame” (muz. Blossom Dearie, Sandra Harris, sł. Stig Claesson)
2. „Nu är det bra (Quietly There)” (muz. Johnny Mandel, sł. Olle Adolphson)
3. „Ellinor Rydholm (Eleanor Rigby)” (muz. John Lennon, Paul McCartney, sł. Beppe Wolgers)
4. „Regnets sång (How My Heart Sings)” (muz. Earl Zindars, sł. Olle Adolphson)
5. „Alfie” (muz. Burt Bacharach, sł. Hal David)
6. „Brandvaktens sång (Ida Lupino)” (muz. Carla Bley, Paul Haines, sł. Tage Danielsson)
7. „Nu haver jag bedragit dig” (muz. i sł. Monica Zetterlund)

Strona B
1. „En haltande sommarvals” (muz. Bo-Göran Edling, sł. Peter Himmelstrand)
2. „Dumma vi var (Foolish We Were)” (muz. i sł. Peter Totth)
3. „Vers på Värmlandsfötter” (muz. Maffy Falay, sł. Stig Claesson)
4. „Sov (Bachianas brasileiras)” (muz. Heitor Villa-Lobos, sł. Beppe Wolgers)
5. „En man och en kvinna (Un homme et une femme)” (muz. Francis Lai, sł. Björn Lindroth)
6. „Tillägnan (Memory)” (muz. Steve Kuhn, sł. Tage Danielsson)